# 30221 LeDonne
30221 LeDonne este un asteroid din centura principală de asteroizi.

## Descriere
30221 LeDonne este un asteroid din centura principală de asteroizi. A fost descoperit pe 7 aprilie 2000 la Socorro, New Mexico, în cadrul proiectului LINEAR. Asteroidul prezintă o orbită caracterizată de o semiaxă mare de 2,30 ua, o excentricitate de 0,17 și o înclinație de 8,3° în raport cu ecliptica.